# إليك باركر
إليك باركر (بالإنجليزية: Alec Parker)‏ هو لاعب اتحاد الرغبي أمريكي، ولد في 10 أبريل 1974 في أسبن في الولايات المتحدة.